# Arrigo Muggiani
Arrigo Muggiani (Milano, 2 gennaio 1889 – Milano, 12 settembre 1973) è stato un cestista, allenatore di pallacanestro e dirigente sportivo italiano.
Era il secondo di tre fratelli: Giorgio (nato nel 1887, fondatore dell'Inter) e Marco (1894).

## Carriera
Nel 1919 fa parte della rappresentativa dell'Italia alle Olimpiadi militari interalleate di Joinville-le-Pont. La squadra perde contro gli Stati Uniti e vince contro la Francia e quest'ultima partita rende popolare la pallacanestro in Italia.
Nel 1921 diviene il primo presidente della Federazione Italiana Basketball, rimanendo in carica fino al 1925.
È stato il capitano dell'Internazionale Milano che ha vinto lo scudetto nel 1923.

## Palmarès
- Campionato italiano: 1

Internazionale Milano: 1923